# Grady Martin
Thomas Grady Martin (* 17. Januar 1929 in Chapel Hill, Tennessee; † 3. Dezember 2001 in Lewisburg, Tennessee) war ein US-amerikanischer Country- und Rockabilly-Gitarrist. Martin gilt als einer der bekanntesten und erfolgreichsten Sessionmusiker Nashvilles. Er wurde dem Nashville A-Team, einer Gruppe äußerst aktiver und gefragter Studiomusiker, zugerechnet.

## Leben

### Kindheit und Jugend
Grady Martin wurde 1929 nahe der kleinen Stadt Lewisburg in Tennessee geboren. Martin war das jüngste Kind einer Farmerfamilie und lernte von seiner Mutter, Klavier zu spielen. Später lernte er auch von seinem großen Bruder Gitarre und Fiddle zu spielen. Mit 15 Jahren wurde Martin Mitglied in Big Jeff Bess’ Band und schloss sich zwei Jahre später den Bailes Brothers an.

### Karriere
Mit 17 Jahren war Martin erstmals als Mitglied der Hintergrundband von Curly Fox und Texas Ruby auf einer Schallplatte zu hören. Während dieser Zeit begann er, mit dem Gitarristen Jabbo Arrington als Gitarren-Duo zu spielen und begleitete Little Jimmy Dickens.
Ab Ende 1949 war Martin erstmals als Sessionmusiker für einen großen Star der Country-Musik aktiv. Er spielte auf Red Foleys größtem Millionenseller Chattanoogie Shoe Shine Boy Gitarre, was zu einem Engagement als Gitarrist für Foleys Band, seinen Plattenaufnahmen sowie in Foleys Show, dem Ozark Jubilee, führte. Ab 1952 spielte Martin fast ausschließlich Gitarre und stieg zu einem der gefragtesten Studiomusiker Nashvilles auf. Zusammen mit anderen Musikern wie Bob Moore, Hank Garland und Buddy Harman ist er auf unzähligen Aufnahmen zu hören und wurde von Produzent Chet Atkins ausschließlich als Gitarrist eingesetzt. Martin ist unter anderem auf Aufnahmen von Hank Locklin, The Browns, Patsy Cline, Red Foley und vielen weiteren zu hören. Zudem war Martin Mitglied der Grand Ole Opry geworden.
Ab 1956 setzte der „Rockabilly-Boom“ ein und Martin erweiterte als professioneller Studiomusiker sein Repertoire. Er spielte in diesen Jahren auf Aufnahmen vieler bekannter Rockabilly-Musiker wie Buddy Holly, Johnny Horton, der Collins Kids, Brenda Lee, Ronnie Self, Don Woody, Johnny Carroll, Bobby Lord, Onie Wheeler und neben Dorsey Burnette als zweiter Gitarrist für das Johnny Burnette Trio. Seit 1951 leitete Martin auch seine eigene Band, die Slewfoot Five. Trotz eines Plattenvertrages bei Decca Records und unzähligen Singles reichte es nie für eine Chartplatzierungen und Martins eigene Songs blieben weitestgehend unbekannt.
1959 spielte Martin für Marty Robbins auf seiner Single El Paso Spanish-Guitar und begleitete Robbins auch auf dem folgenden Album. Zudem arbeitete er mit dem kanadischen Western-Musiker Montana Slim zusammen.
Die 1960er- und 1970er-Jahre verbrachte Martin weiterhin mit seiner Tätigkeit als Sessionmusiker. Stars wie Roy Orbison, Lefty Frizzell, Hank Snow, Ernest Tubb, Conway Twitty, Loretta Lynn, Elvis Presley, Tommy Collins und Little Jimmy Dickens nahmen sein Talent in Anspruch. Er stieg außerdem als Produzent für Monument Records in das Plattengeschäft ein. Ab 1978 schloss Martin sich Jerry Reeds Band an und kehrte schließlich als Live-Musiker auf die Bühne zurück. Seine letzten professionellen Jahre im Musikgeschäft verbrachte Martin in Willie Nelsons Hintergrundband.
In den 1990er-Jahren begann sich sein Gesundheitszustand zu verschlechtern und Martin zog zurück in seine Heimatstadt, wo er 2001 starb.

## Diskografie

### Singles
Fast alle Decca-Singles wurden mit den Slewfoot Five eingespielt.
| Jahr             | Titel                                                             | Anmerkungen            |
| ---------------- | ----------------------------------------------------------------- | ---------------------- |
| Decca Records    |                                                                   |                        |
| 1951             | San Antonio Rose / Bully of the Town                              |                        |
| 1951             | Beer Barrel Polka / Star Dust                                     |                        |
| 1952             | Slew Foot Rag / Tell Me Why                                       |                        |
| 1952             | Wild Side of Life / It’s So Long and Goodbye To You               | mit Burl Ives          |
| 1952             | Don’t Stay Away / Get Up and Give                                 |                        |
| 1952             | You Are The Light O' My Life / Night and Day                      |                        |
| 1952             | Just a Little Lovin’ / Till The End of the World                  | mit Bing Crosby        |
| 1952             | Too Old To Cut The Mustard / Waiting In The Lobby of Your Heart   | mit Bing Crosby        |
| 1952             | Trying / Sweet Jennie Lee                                         |                        |
| 1952             | I Went To Your Wedding / You Belong To Me                         |                        |
| 1952             | Settin' The Woods on Fire / Our Love Isn’t Legal                  | mit Merv Shiner        |
| 1952             | Anniversary Song / Happy Birthday                                 |                        |
| 1952             | Sioux City Sue / September Song                                   |                        |
| 1952             | That Heart Belongs to Me / Picking Sweethearts                    |                        |
| 1953             | Lover’s Quarrel / Changeable                                      | mit Don Cherry         |
| 1953             | Fool Such as I / Side By Side                                     |                        |
| 1953             | Shenanigans, Part I / Shenanigans, Part II                        |                        |
| 1953             | Bandera / Poor Butterfly                                          |                        |
| 1953             | My Dear / Goin' Steady Anniversary                                | mit Dick Todd          |
| 1953             | Sweethearts on Parade / Coquette                                  | mit Carmen Lombardo    |
| 1953             | Call Me Up / I’ve Got A Letter                                    | mit Jane Turzy         |
| 1953             | Dragnet / Velvet Glove                                            |                        |
| 1955             | Bimbo / Mexicali Rose                                             |                        |
| 1954             | My Window Faces the South / Pork Chop Stomp                       | A-Seite mit Red Foley  |
| 1954             | Short Dog Stomp / My Adobe Hacienda                               |                        |
| 1954             | Isle of Capri / Twelfth Street Rag                                |                        |
| 1954             | Jalousie / Alexander’s Ragtime Band                               |                        |
| 1954             | Pretty Girl Is Just Like a Melody / What’s the Use                |                        |
| 1954             | Columbus Stockade Blues / Sweethearts or Strangers                | mit Dick Todd          |
| 1955             | Long John Boogie / Gorgeous                                       |                        |
| 1955             | Singing the Blues Till My Daddy Comes Home / Hot Lips             |                        |
| 1955             | Don’t Take Your Love from Me / Nashville                          |                        |
| 1956             | When My Dream Boat Comes Home / Allegheny Moon                    |                        |
| 1957             | Keep It Movin’ / Somebody Stole My Gal                            |                        |
| 1957             | Somebody Stole My Gal / Rose Room                                 |                        |
| 1957             | Chicago / All The Way                                             |                        |
| 1958             | Three O’Clock In The Morning / Wedding Bells                      |                        |
| 1959             | Hey Chick / Tuxedo Junction                                       |                        |
| 1959             | Elmer’s Tune / You’ve Got Me Cryin' Again                         |                        |
| 1961             | The Fuzz / Tippin' In                                             |                        |
| 1961             | City Lights / Fraulein                                            |                        |
| 1962             | Twist and Turn / Good, Good, Good                                 |                        |
| 1962             | Anytime / Down The River of Golden Dreams                         |                        |
| 1963             | Let Me Call You Sweetheart / Beautiful Brown Eyes                 |                        |
| 1963             | Melody of Love / Around The World                                 |                        |
| 1964             | Velvet Glove / Heartaches by the Number                           |                        |
| 1964             | El Paso / Me From Malamondo (Funny World)                         |                        |
| 1965             | One Rose / One Pretty Girl Is Like a Melody                       |                        |
| 1965             | He’ll Have To Go / Bully of the Town                              |                        |
| 1965             | Ring of Fire / Forever                                            |                        |
| 1965             | May The Bird of Paradise Fly Up Your Nose / Battle of New Orleans |                        |
| 1966             | Last Letter / Double O Dobro                                      |                        |
| 1967             | Kaw-Liga / Heartless Woman                                        |                        |
| 1968             | San Antonio Rose / Born Free                                      |                        |
| 1968             | Don’t Let The Stars Get In Your Eyes / Ribbon of Darkness         |                        |
| 1969             | Alley Cat / I Wanna Be Around                                     |                        |
| MCA Records      |                                                                   |                        |
| 1973             | Happy Birthday / Anniversary Waltz                                | Wiederveröffentlichung |
| Monument Records |                                                                   |                        |
| 1976             | Riders In The Sky / El Paso                                       |                        |

### Alben
- 1955: Country and Western Dance O-Rama
- 1955: Dance-O-Rama #6
- 1956: Jukebox Jamboree
- 1956: Powerhouse Dance Party
- 1957: The Roaring Twenties
- 1959: Hot Time Tonight
- 1960: Big City Lights
- 1962: Swingin' Down the River
- 1964: Songs Everybody Knows
- 1965: Instrumentally Yours
- 1967: Happy Sounds
- 1967: Touch of Country
- 1999: Cowboy Classics